# Caio Servílio Estruto Aala (mestre da cavalaria em 389 a.C.)
Caio Servílio Estruto Aala (em latim: Gaius Servilius Structus Ahala) foi um general da gente Servília nos primeiros anos da República Romana e escolhido como mestre da cavalaria pelo ditador Marco Fúrio Camilo em 389 a.C..

## Biografia
Em 389 a.C., Caio Servílio foi escolhido como mestre da cavalaria (magister equitum) por Marco Fúrio Camilo, ditador pela terceira vez, para enfrentar a ameaça de uma invasão de volscos, équos e etruscos.